# محوطه درمان قاباغی
محوطه درمان قاباغی مربوط به عصر آهن - دوره هخامنشی است و در شهرستان زنجان، بخش مرکزی، دهستان قلتوق، ۱/۵ کیلومتری شمال شرقی روستای شیخ جابر واقع شده و این اثر در تاریخ ۲۶ اسفند ۱۳۸۷ با شمارهٔ ثبت ۲۵۹۳۶ به‌عنوان یکی از آثار ملی ایران به ثبت رسیده است.